# Alexx Woods
Alexx Woods est un personnage de fiction, héroïne de la série télévisée Les Experts : Miami, joué par l'actrice américaine Khandi Alexander.

## Biographie
Alexx Woods est née le 13 août 1960 à New York. Alex est le médecin légiste de l'équipe. Après avoir dénoncé une erreur médicale de la part d'un important chirurgien, elle ne peut plus exercer la médecine. Elle travaille ensuite dans une morgue et se rend compte qu'elle est faite pour ce travail. Elle intègre alors l'équipe. Tout comme Donald Mallard d'NCIS, Alex a la particularité de parler aux cadavres qu'elle autopsie ; elle estime, en effet, qu'ils doivent lui raconter leur histoire. Alex a des affinités particulières avec Ryan, qu'elle adore et avec qui elle se comporte comme une grande sœur affectueuse et protectrice (elle lui tient la main et le rassure lorsqu'il se retrouve aux urgences dans l'épisode Le clou de l'histoire, et s'enquiert souvent de sa santé et de son moral). Elle quitte la série après l'épisode 19 de la saison 6 : Une ardoise trop lourde. À l'inverse de Sheldon Hawkes (Les Experts : Manhattan), Alexx quitte la morgue pour devenir médecin-urgentiste.